# Angeli senza paradiso
Pour plus de détails, voir Fiche technique et Distribution.
Angeli senza paradiso est un musicarello italien réalisé par Ettore Maria Fizzarotti et sorti en 1970.
C'est l'histoire du compositeur autrichien Franz Schubert, interprété par le chanteur Al Bano Carrisi.
Le film est un remake dans une tonalité musicale d'un film autrichien de 1933, La Vie tendre et pathétique, réalisé par Willi Forst.

## Synopsis
Vienne. Le compositeur Franz Schubert, pour faire face aux difficultés financières dans lesquelles il vit, travaille également comme enseignant dans une école primaire. Il entretient une relation amicale avec Marta, employée d'un prêteur sur gages, qui est en fait secrètement amoureuse de lui. Un jour, le compositeur a l'occasion de se produire dans la villa de la princesse Vorokin, où il est agacé par les rires de la comtesse Roskova et décide rageusement de partir.
Ce geste provoque un incident avec la princesse : peu après, Schubert est renvoyé de l'école et aucun éditeur n'accepte ses pièces. Cependant, la comtesse décide d'engager Schubert comme professeur de chant dans sa villa de Budapest. L'une et l'autre tombent bientôt amoureux, bien que Roskova soit fiancée à Ludwig, qui apprend leur relation. Ludwig défie Schubert en duel et le bat. Le compositeur retourne donc à Vienne et, après une représentation réussie, est informé qu'il a été démis de ses fonctions de maître de chant et ne peut plus rencontrer Anna, qui est sur le point d'épouser Ludwig.
Après cette annonce, Schubert décide de partir pour Budapest afin d'empêcher le mariage, mais rencontre Marta qui tente en vain de lui déclarer son amour pour lui. Après avoir quitté Vienne, Schubert arrive à la villa de la comtesse alors que le mariage a déjà eu lieu.

## Fiche technique
- Titre original italien : Angeli senza paradiso[1]
- Réalisateur : Ettore Maria Fizzarotti
- Scénario : Giovanni Grimaldi, Sergio Bonotti
- Photographie : Mario Capriotti
- Montage : Daniele Alabiso
- Musique : Angelo Francesco Lavagnino d'après la musique de Franz Schubert
- Décors : Carlo Leva
- Société de production : Mondial TE-FI
- Pays de production :  Italie
- Langue originale : italien
- Format : Couleurs par Eastmancolor - 2,35:1 - Son mono - 35 mm
- Durée : 91 minutes
- Genre : Musicarello
- Dates de sortie :
  - Italie : 4 septembre 1970

## Distribution
- Al Bano : Franz Schubert
- Romina Power : Anna Roskova
- Agostina Belli : Marta
- Paul Müller : Hermann Fuchs
- Cinzia De Carolis : Irina Roskova
- Wolf Fischer : Baron Ludwig

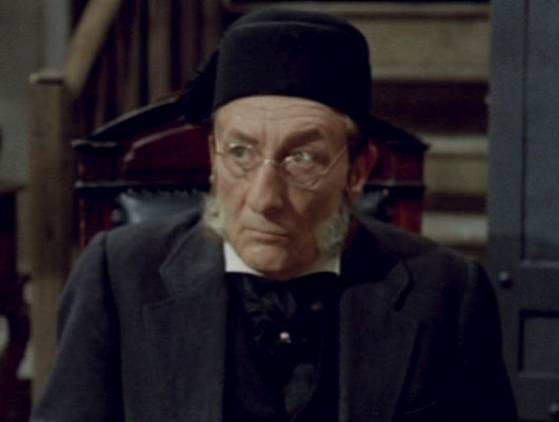
Renato Malavasi dans une scène du film.

- Caterina Boratto : Princesse Vorokin
- Gérard Herter : Comte Roskoff
- Renato Malavasi : Schultz
- Edoardo Toniolo : directeur de l'école
- Emma Baron : la mère de Marta
- Franco Carrisi : Karl